# 104896 Schwanden
104896 Schwanden este o planetă minoră (asteroid), cu un diametru de 3,546 km, din centura de asteroizi. A fost descoperită pe 2 mai 2000 la Volkssternwarte Drebach⁠(d) de Jens Kandler⁠(d). 
Obiectul prezintă o orbită caracterizată de o semiaxă mare de 3,1280719809478 UAi, o excentricitate de 0,08, o înclinație de 19,2 ° în raport cu ecliptica.